# Neadmete profundicola
Neadmete profundicola is een slakkensoort uit de familie van de Cancellariidae. De wetenschappelijke naam van de soort is voor het eerst geldig gepubliceerd in 1964 door Okutani.